# Champagne, Eure-et-Loir
Champagne var en kommun i departementet Eure-et-Loir i regionen Centre-Val de Loire strax norr om centrala Frankrike. Kommunen låg i kantonen Anet som tillhör arrondissementet Dreux. Området som utgjorde den tidigare kommunen Champagne hade 328 invånare år 2017.
Kommunen upphörde den 1 januari 2015, då den gick samman med kommunen Goussainville.

## Befolkningsutveckling
Antalet invånare i kommunen Champagne
| Referens: INSEE |